# Haplomitrium monoicum
Haplomitrium monoicum là một loài Rêu trong họ Haplomitriaceae. Loài này được J.J. Engel mô tả khoa học đầu tiên năm 1981.